# Discula junci
Discula junci är en svampart som beskrevs av A.L. Sm. 1916. Discula junci ingår i släktet Discula och familjen Gnomoniaceae.   Inga underarter finns listade i Catalogue of Life.